# میرصادق صدریه
صادق صدریه، دیپلمات ایرانی و کارمند بلندپایهٔ وزارت امور خارجه ایران در دوران سلطنت محمدرضا شاه پهلوی بود. او به زبان‌های آلمانی، فرانسه و انگلیسی تسلط کامل داشت.
وی آخرین سفیر دولت شاهنشاهی ایران در آلمان غربی بود. پیش از آن در مقام سفیر ایران در عراق و رومانی خدمت کرد. او همچنین در مقام رایزن خارجی ایران در اسرائیل، کویت و افغانستان نیز خدمت کرد.
میرصادق صدریه در سال ۱۳۰۳ در یزد به دنیا آمد. او مدرک کارشناسی در علوم سیاسی خود را از دانشگاه تهران دریافت کرد. او از دانشگاه کلن با مدرک کارشناسی ارشد و دکتری در اقتصاد بین‌الملل فارغ‌التحصیل شد. در سال ۱۹۴۶ میلادی، به وزارت امور خارجه پیوست و در ظرفیت‌های مختلف در آن وزارتخانه خدمت کرد. او در جلسات چندجانبه و منطقه‌ای مختلف نمایندهٔ دولت ایران بود و به عنوان مشاور و مذاکره‌کنندهٔ ارشد در هیئت ایرانی مذاکرات ایران و عراق در الجزایر در سال ۱۹۷۵ خدمت کرد که منتهی به عقد قرارداد ۱۹۷۵ الجزایر شد.
به دلیل خدمات طولانی و متعهدانه‌اش به کشور خود، سفیر صدریه مدال‌های افتخار زیادی دریافت کرد. پس از انقلاب ۱۳۵۷، به پاریس رفت و به همراه احمد میرفندرسکی به عنوان مشاور امور خارجی به تیم شاپور بختیار در نهضت مقاومت ملی ایران پیوست.  این همکاری تا ترور شاپور بختیار ادامه داشت.

## میسیون ایران در تل‌آویو
میرصادق صدریه در سال ۱۳۴۲ سمت نمایندهٔ ایران در دفتر تجاری ایران در تل‌آویو را عهده‌دار شد. این دفتر، نمایندگی غیررسمی میسیون ایران در کشور اسرائیل بود. 

## تدوین پیمان منع گسترش سلاح‌های هسته‌ای
دیپلمات‌های ایرانی از جمله صادق صدریه، منوچهر زلی، منوچهر فرتاش و جعفر ندیم از ابتدا در تدوین پیمان منع گسترش سلاح‌های هسته‌ای یا به اختصار ان‌پی‌تی دخیل بودند.

## تدوین عهدنامه ۱۹۷۵ الجزایر
تدوین و تنظیم قرارداد ۱۹۷۵ الجزایر با نظارت وی به عنوان مدیر دفتر وزارت خارجه ایران انجام شد.

## دوره‌های کاری
- ۱۹۵۴ - اولین جایزه خود را از دولت جمهوری فدرال آلمان دریافت کرد و در دهمین اجلاس مجمع عمومی سازمان ملل متحد در نیویورک با همراهی هیئتی از ایران شرکت کرد.
- ۱۳۳۶ - به عنوان منشی اول سفارت ایران در پاریس به فرانسه اعزام شد و همزمان به عنوان رایزن بازار مشترک اروپا منصوب شد.
- ۱۹۶۰ - رایزن سفارت ایران و سپس حامی سرکنسولگری ایران در هرات افغانستان.
- ۱۹۶۱ - ارسال به سرکنسولگری سفارت ایران در کویت.
- ۱۳۴۲ - به عضویت شورای عالی امور استخدامی و حامی اداره هفتم سیاسی خلیج فارس درآمد. در همان سال به دلایل سیاسی به عنوان مستشار به سفارت ایران در برن و محل خدمتش در تل آویو اسرائیل اعزام شد.
- ۱۳۴۷ - رئیس پنجمین دفتر سیاسی و به عنوان عضو علی‌البدل هیئت ایرانی در بیست و سومین اجلاس مجمع عمومی سازمان ملل متحد عازم نیویورک شد.
- ۱۹۷۰ - به عنوان سفیر ایران در بخارست - رومانی
- ۱۹۷۴ - سفیر ایران در بغداد - عراق[۱۱]
- ۱۹۷۸ - سفیر ایران در آلمان فدرال[۱۲]